# Cachons
Cachons är ett kortspel som hör till rummy-familjen,  en grupp besläktade kortspel som också omfattar bland annat canasta och gin rummy.
Spelet går ut på att bli av med korten på handen genom att under spelets gång lägga upp dem i sviter om tre eller fler kort i följd i samma färg. Två kortlekar med vardera en joker används. Jokrarna kan, liksom tvåorna, ersätta vilket annat kort som helst.  Vid spelets slut delas minuspoäng ut för de kort som finns kvar på spelarnas händer.